# لحلاح قلموني
اللحلاح القلموني (باللاتينية: Colchicum antilibanoticum) نوع نباتي يتبع جنس اللحلاح من الفصيلة اللحلاحية.

## الموئل والانتشار
موطنه بلاد الشام.

## الوصف النباتي
النبات عشبي معمر. النبات سام كبقية أنواع اللحلاح.